# Pidzvirîneț, Horodok
Pidzvirîneț (în ucraineană Підзвіринець) este localitatea de reședință a comunei Pidzvirîneț din raionul Horodok, regiunea Liov, Ucraina.

## Demografie
Componența lingvistică a localității Pidzvirîneț
     Ucraineană (100%)
Conform recensământului din 2001, toată populația localității Pidzvirîneț era vorbitoare de ucraineană (100%).